# Associazione Calcio Asti 1937-1938
Questa voce raccoglie le informazioni riguardanti l'Associazione Calcio Asti nelle competizioni ufficiali della stagione 1937-1938.

## Rosa
| N. |                   | Ruolo | Calciatore        |
| -- | ----------------- | ----- | ----------------- |
|    | Italia (bandiera) |       | Franco Accossano  |
|    | Italia (bandiera) |       | Angelo Ambrosio   |
|    | Italia (bandiera) |       | Severino Bisagni  |
|    | Italia (bandiera) |       | Giulio Boano      |
|    | Italia (bandiera) | A     | Renato Cattaneo   |
|    | Italia (bandiera) |       | Agostino Cerrutti |
|    | Italia (bandiera) |       | Stefano Cornelio  |
|    | Italia (bandiera) |       | Giovanni Dadone   |
|    | Italia (bandiera) |       | Giovanni Fassone  |
|    | Italia (bandiera) |       | Amilcare Giuliani |

| N. |                   | Ruolo | Calciatore       |
| -- | ----------------- | ----- | ---------------- |
|    | Italia (bandiera) |       | Vasco Mazzucco   |
|    | Italia (bandiera) |       | Francesco Miglio |
|    | Italia (bandiera) | P     | Lorenzo Morbelli |
|    | Italia (bandiera) |       | Eligio Nelva     |
|    | Italia (bandiera) | A     | Mario Panagini   |
|    | Italia (bandiera) | D     | Aldo Parena      |
|    | Italia (bandiera) |       | Alessandro Picco |
|    | Italia (bandiera) |       | Giovanni Picco   |
|    | Italia (bandiera) |       | Giuseppe Rissone |
|    | Italia (bandiera) |       | Alfonso Vergano  |